# Kirkus Reviews
Kirkus Reviews es una revista de reseña de libros estadounidense fundada en 1933 por Virginia Kirkus. Su sede se encuentra en la ciudad de Nueva York. Kirkus Reviews otorga cada año el Premio Kirkus Prize a autores de ficción, no ficción y literatura infantil y juvenil.

## Historia
Virginia Kirkus fue contratada en 1926 por Harper & Brothers para crear un departamento de libro infantil. El mismo fue eliminado en 1932 (durante aproximadamente un año) por motivos económicos, por lo que Kirkus se fue y creó su  propio servicio de reseñas literarias. Inicialmente, había acordado conseguir pruebas de galera de "20 o así" libros antes de su publicación; casi 80 años más tarde, el servicio recibía centenares de libros semanalmente y revisaba aproximadamente 100.
De 1933 a 1954 el título fue Bulletin del servicio para Librerías de Kirkus. El título fue cambiado a Bulltin form Virginia Kirkus' Service (El boletín del servicio de Virginia Kirkus) desde el número del 1 de enero de 1955 en adelante. Gradualmente se fue acortando a Virginia Kirkus' Service desde el número del 15 de diciembre de 1964. En 1967 pasó a ser solo Kirkus Service.  Llegando en su número del 1 de enero de 1969 al definitivo Kirkus Reviews.
En 1985 se contrató a Anne Larsen como editora de ficción, y pronto se convirtió en editora, quedando jefa editorial de Kirkus hasta 2006. Fue ella quien modificó el formato de las reseñas, así como su estilo, para mejorar su legibilidad, concisión, exactitud e impacto.

## Propiedad
La revista fue vendida a The New York Review of Books en 1970 y posteriormente a Barbara Bader y Josh Rubins, quienes fueron también editores de la revista. En 1985, el asesor James B. Kobak adquirió Kirkus Reviews. David LeBreton compró Kirkus a Kobak en 1993. BPI Comunicaciones, parte de  la editorial holandesa VNU, compró Kirkus a LeBreton en 1999. Al final de 2009, la compañía anunció el fin de las operaciones de Kirkus.
Herbert simón compró la revista  VNU (por entonces rebautizada como The Nielsen Company, o Nielson N.V.) el 10 de febrero de  2010. Los términos de la compra no fueron revelados. Fue después rebautizada como Kirkus Media, y el veterano de la industria del libro Marc Winkelman fue hecho editor.

## Controversia
En 2017, Kirkus retiró su estrella a la novela de Laura Moriarty: Corazón americano, después de notar que el libro se ampara en el  "punto de vista de los blancos" y "la preocupación pública" sobre la supuesta "narrativa del salvador blanco" de la novela, como describió el editor en jefe, Claiborne Smith en sus entrevistas con Vulture y NPR. La reseñadora, una mujer musulmana experta en ficción para joven adulto, reescribió su reseña, añadiendo que la historia está "escrita exclusivamente a través del filtro de un protagonista blanco sobre un personaje musulmán," mientras que la revista le retiró la estrella. La autora, Laura Moriarty comentó que "la retirada [de la distinción] significa, para todos los escritores blancos, el no volver intentar escribir sobre personas diferentes a uno."

## Kirkus Prize
En 2014, Kirkus Reviews inició el galardón Kirkus Prize, que otorga cada año un premio de USD 50 000 a autores de ficción, no ficción, y literatura infantil y juvenil.

### Ganadores
| Año  | Categoría  | Título                                                            | Autor                                          | Editorial                 |
| ---- | ---------- | ----------------------------------------------------------------- | ---------------------------------------------- | ------------------------- |
| 2014 | Ficción    | Euphoria                                                          | Lily King                                      | Atlantic Monthly          |
| 2014 | No Ficción | Can't We Talk About Something More Pleasant?                      | Roz Chast                                      | Bloomsbury                |
| 2014 | LIJ        | Aviary Wonders Inc.: Spring Catalog and Instruction Manual        | Kate Samworth                                  | Clarion Books             |
| 2015 | Ficción    | A Little Life                                                     | Hanya Yanagihara                               | Pan Macmillan             |
| 2015 | No Ficción | Between the World and Me: Notes on the First 150 Years in America | Ta-Nehisi Coates                               | Random House              |
| 2015 | LIJ        | Echo                                                              | Pam Muñoz Ryan                                 | Scholastic Press          |
| 2016 | Ficción    | The Sport of Kings                                                | C.E. Morgan                                    | Farrar Straus & Giroux    |
| 2016 | No Ficción | In the Darkroom                                                   | Susan Faludi                                   | HarperCollins             |
| 2016 | LIJ        | As Brave as You                                                   | Jason Reynolds                                 | Atheneum                  |
| 2017 | Ficción    | What It Means When A Man Falls From The Sky                       | Lesley Nneka Arimah                            | Farafina Books            |
| 2017 | No Ficción | The Gulf: The Making of an American Sea                           | Jack E. Davis                                  | Norton                    |
| 2017 | LIJ        | The Marrow Thieves                                                | Cherie Dimaline                                | Dancing Cat Books         |
| 2018 | Ficción    | Severance                                                         | Ling Ma                                        | Farrar Straus & Giroux    |
| 2018 | No Ficción | Call Them By Their True Names: American Crises                    | Rebecca Solnit                                 | Haymarket Books           |
| 2018 | LIJ        | Crown: An Ode to the Fresh Cut                                    | Derrick Barnes, illustrated by Gordon C. James | Bolden/Agate              |
| 2019 | Ficción    | The Nickel Boys                                                   | Colson Whitehead                               | Doubleday                 |
| 2019 | No Ficción | How We Fight For Our Lives                                        | Saeed Jones                                    | Simon & Schuster          |
| 2019 | LIJ        | New Kid                                                           | Jerry Craft and Jim Callahan                   | HarperCollins             |
| 2020 | Ficción    | Luster                                                            | Raven Leilani                                  | Farrar, Straus and Giroux |
| 2020 | No Ficción | Stakes Is High: Life After the American Dream                     | Mychal Denzel Smith                            | Bold Type Books           |
| 2020 | LIJ        | I Am Every Good Thing.                                            | Derrick Barnes, illustrated by Gordon C. James | Nancy Paulsen Books       |